# 赤城山 (浙江)
赤城山位于中华人民共和国浙江省天台县境内，属于天台山景区的一部分。山高338.8米。
《千字文》中有一句“雁门紫塞，鸡田赤城”，这里的“赤城”就是指的赤城山。
唐代诗人李白作诗《夢遊天姥吟留別》有云“天姥连天向天横，势拔五岳掩赤城”。分别指的是同在天台山景区的天姥山和赤城山。